# Joseph Rider Farrington
Joseph Rider Farrington (* 15. Oktober 1897 in Washington D.C.; † 19. Juni 1954 ebenda) war ein US-amerikanischer Politiker. Zwischen 1943 und 1954 vertrat er als Delegierter das Hawaii-Territorium im US-Repräsentantenhaus.

## Frühe Jahre und Aufstieg
Joseph Farrington war ein Sohn von Wallace R. Farrington, der zwischen 1921 und 1929 Territorialgouverneur von Hawaii war. Noch im Kindesalter zog er mit seinen Eltern nach Hawaii. Dort besuchte er die Punahou Academy in Honolulu. Später begann er ein Studium an der University of Wisconsin–Madison. Dieses Studium unterbrach er im Juni 1918, um als Leutnant der US-Armee am Ersten Weltkrieg teilzunehmen. Nach dem Ende des Krieges setzte er bis 1919 sein Studium an der University of Wisconsin fort. Danach arbeitete er als Reporter für die Zeitung "Public Ledger" in Philadelphia. Von 1920 bis 1923 arbeitete er als Korrespondent für diese Zeitung in Washington. Danach kehrte er nach Honolulu zurück, wo er bei der Zeitung "Honolulu Star Bulletin, Ltd,"  zu arbeiten begann. Bei dieser Zeitung stieg er bis 1939 zum Betriebsleiter und schließlich zum Präsidenten auf. Dieses Amt bekleidete er, neben seinen politischen Tätigkeiten, bis zu seinem Tod.

## Politische Laufbahn
Joseph Farrington war Mitglied der Republikanischen Partei. Im Jahr 1933 war er Mitarbeiter eines Ausschusses der territorialen Regierung von Hawaii (Secretary to the Hawaii Legislative Commission). Zwischen 1934 und 1942 war er Mitglied des territorialen Senats. Bei den Kongresswahlen des Jahres 1942 wurde er als Kandidat seiner Partei zum Delegierten im US-Repräsentantenhaus gewählt. Dort löste er am 3. Januar 1943 Samuel Wilder King ab. Nachdem er in den folgenden Jahren jeweils in diesem Mandat bestätigt wurde, konnte er es bis zu seinem Tod am 19. Juni 1954 ausüben. Zu seiner Nachfolgerin wurde seine Frau Elizabeth ernannt. Nach einer Wiederwahl blieb sie bis zum 3. Januar 1957 Kongressdelegierte aus Hawaii.